# Introdacqua
Introdacqua là một đô thị thuộc tỉnh L'Aquila trong vùng Abruzzo Ý. Đô thị này có diện tích 36 km², dân số 1830 người. Các làng trực thuộc: Cauze, Cantone, Mastroiacovo, Pannate, Santa Maria Frascati. Các đô thị giáp ranh gồm:
Bugnara, Pettorano sul Gizio, Scanno, Sulmona